# Estación Avenida América
Avenida América fue una estación ferroviaria perteneciente a la línea Urquiza.

## Ubicación
Se encontraba ubicada en la intersección de la actual Avenida Mosconi (ex América) con las vías del ferrocarril Urquiza, en el barrio porteño de Villa Devoto.

## Servicios
Prestaban parada los trenes locales que cubrían el ramal Chacarita-Campo de Mayo.

## Historia
Fue inaugurada en 1908 como parte de la línea eléctrica suburbana del Ferrocarril Central de Buenos Aires. Su ubicación, a pocos metros de la Avenida General Paz, se debe a que por esos años se estudiaba construir una línea ferroviaria de circunvalación por los límites de la Capital. Así, Avenida América sería una estación de trasbordo.
Originalmente la estación consistía en dos andenes bajos enfrentados, aunque posteriormente la estación fue elevada y ampliada. En 1973, durante la renovación total de material rodante, todas las estaciones fueron modificadas para incorporar al nuevo material rodante que remplazaría a los viejos tranvías suburbanos. Se reconstruyeron los andenes y se dieron de baja las paradas cercanas entre sí. Avenida América fue desactivada por su proximidad a Lynch.
No quedan vestigios de la estación.

## Imágenes

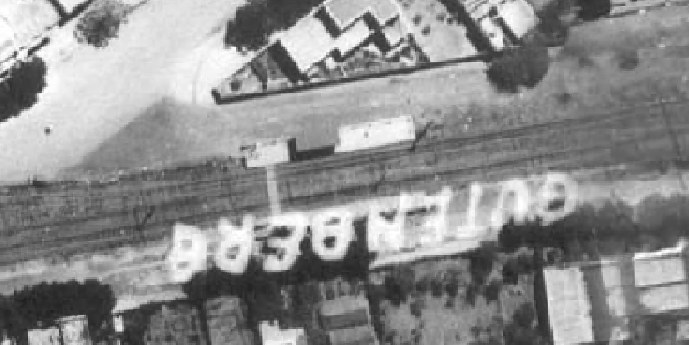
Primitiva estación (1940)
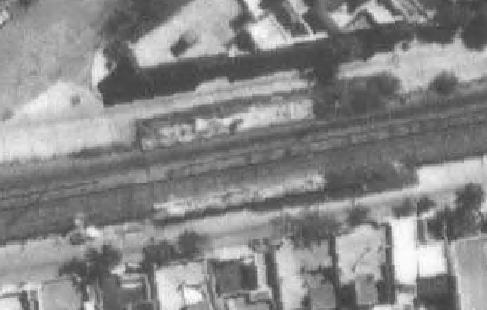
Ya en ruinas hacia 1978